# 10042 Budstewart
10042 Budstewart (1985 PL) là một tiểu hành tinh vành đai chính được phát hiện ngày 14 tháng 8 năm 1985 bởi Edward L. G. Bowell ở trạm Anderson Mesa thuộc Đài thiên văn Lowell. Nó được đặt theo tên L. R. "Bud" Stewart, co-founder và first president of the Columbus Astronomical Society.